# 慢性静脈不全

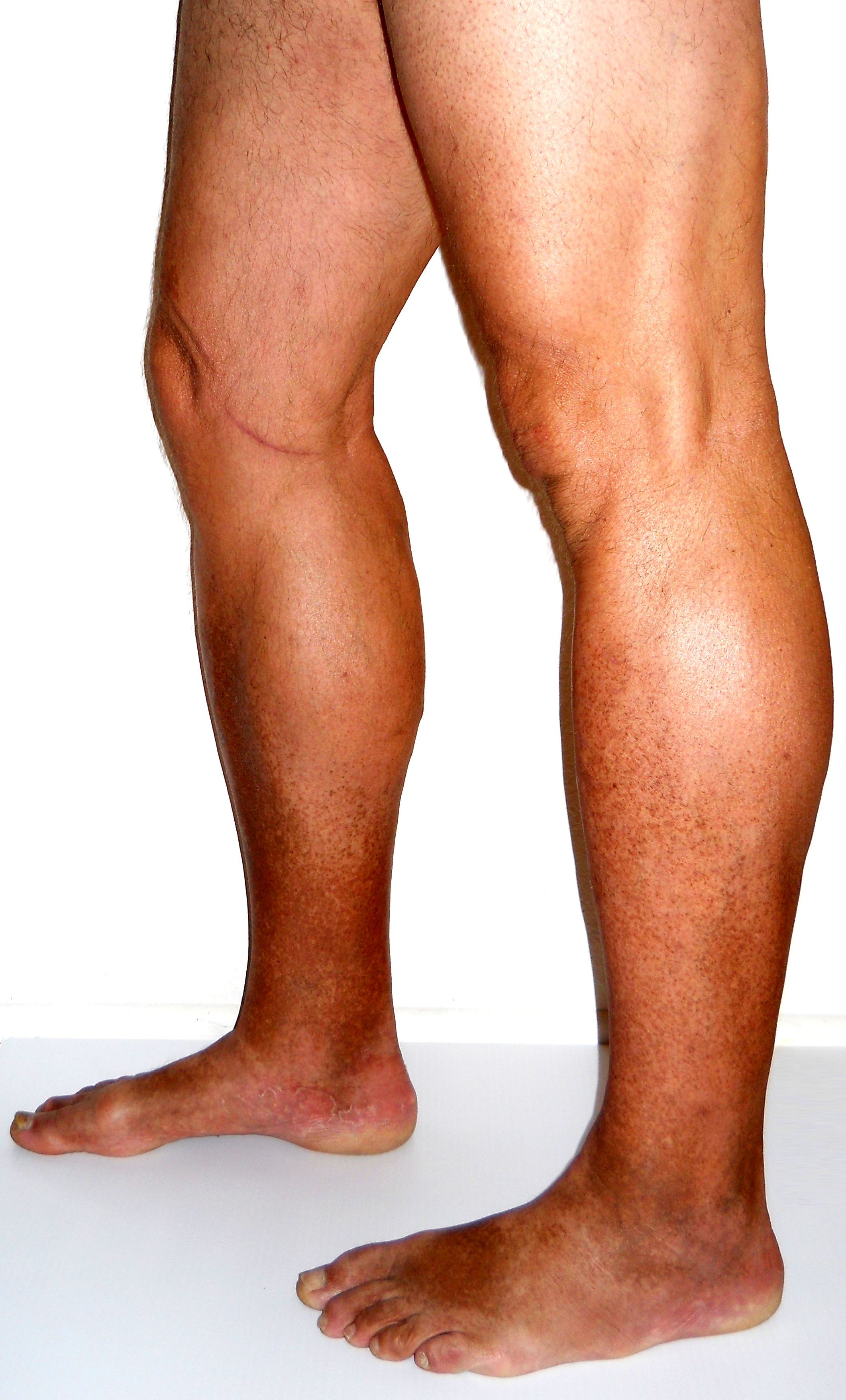
慢性下肢静脈不全の例

慢性静脈不全 (まんせいじょうみゃくふぜん、英: Chronic venous insufficiency, CVI) とは、静脈の血流が滞る病態。

## 症状
症状はおおまかにはCEAP分類のとおりでC0からC6へと悪化していく。痒みや痛みなどを伴うこともある。色素沈着は、血管から赤血球が漏出・破壊されヘモジデリンが沈着するために起こるとされる。

### CEAP分類
- C0 - 無症状
- C1 - 網の目状・クモの巣状静脈瘤 (Telangiectases)
- C2 - 静脈瘤 (varicose veins)
- C3 - 浮腫
- C4 - 皮膚変化 (潰瘍以外)
  - C4a - 色素沈着・湿疹
  - C4b - 脂肪皮膚硬化 (Lipodermatosclerosis)、白色萎縮 (Atrophie blanche)
- C5 - 治癒済みの潰瘍
- C6 - 潰瘍 (Venous ulcer)

### 関連疾患
皮膚変化に伴い鬱滞性皮膚炎を発症することもある。

## 病因分類
ほとんどは原発性ではっきりとしたことは分かっていない。
- 原発性
  - 加齢、女性、家族歴、妊娠、肥満
- 続発性
  - 深部静脈血栓症 (DVT)
- 先天性
  - 静脈無弁症
  - Klippel-Trenaunay症候群 (Klippel–Trénaunay syndrome)

## 治療

### 圧迫療法
弾性ストッキングの着用。

### 薬剤
- Oxerutin - ルチンの誘導体。[3]海外販売名はParovenやRelvène、Venorutonがある。[4]一部症状の改善に効果があるとされる。[5]英国でのParovenの適応は浮腫となっている。[6]
- ドベシル酸カルシウム（英語版）

### 代替療法
一般医薬品
- アンチスタックス - 軽度の静脈還流障害用 (エスエス製薬、KEGG D10448)
- アスピリン - 潰瘍の改善が認められたとする報告がある。[7]

サプリメント
- ダフロン（英語版） - ジオスミン製剤。ドベシル酸カルシウムと変わらないとする研究結果もある。[8] 潰瘍の治りを早めるとする報告もある。[9]
- ジオスミン (Diosmin)、ヘスペリジン - 薬剤のVenorutonとの比較ではQOL改善でかなり劣るとの報告がある。[10]
- ピクノジェノール (Pycnogenol) - ルチン誘導体のTroxerutinとの組み合わせで効果が高くなるとの報告がある[11]